# مؤسسه تورچ وود
مؤسسه تورچ وود (معمولاً به عنوان تورچ وود) شناخته می‌شود یک سازمان مخفی در سریال دکتر هو است. این سازمان توسط ملکه ویکتوریا در سال ۱۸۷۹ بعد از قسمت چنگ و دندان تشکیل شد.